# Римарівська сільська рада (Гадяцький район)
Римарівська сільська рада — колишній орган місцевого самоврядування у Гадяцькому районі Полтавської області з центром у селі Римарівка.

## Населені пункти
Сільраді були підпорядковані населені пункти:
- c. Римарівка
- с. Змажине
- с. Максимівка
- с. Цимбалове